# Цытович, Эраст Степанович
Эраст Степанович Цытович (12 марта [28 февраля] 1830 — 8 февраля [27 января] 1898) — российский военачальник, генерал от инфантерии, герой Русско-турецкой войны, член Военного совета Российской империи.

## Биография

### Начало службы
Происходил из дворян Херсонской губернии, родился 28 февраля 1830 года, сын священника Орденского кирасирского полка Степана Ефимовича Цытовича. Образование получил во 2-м кадетском корпусе, из которого выпущен 26 мая 1849 года прапорщиком в Волынский лейб-гвардии полк, в составе которого принимал участие в походе к границам Венгрии. 6 декабря 1850 года произведён в подпоручики. 26 мая 1851 года назначен был батальонным адъютантом Волынского лейб-гвардии полка.
В 1852 году поступил в Николаевскую академию Генерального штаба. По окончании курса, 25 июня 1854 года произведён в поручики, 27 марта 1855 года за отличные успехи в науках произведён в штабс-капитаны и причислен к Генеральному штабу с назначением в штаб Отдельного Кавказского корпуса.

### Кавказские войны
По прибытии на Кавказ Цытович был зачислен в штаб войск Кавказской линии и Черномории и, поступив в главный Чеченский отряд, участвовал в экспедиции в Чечню и военных действиях против горцев в долинах рек Аргуна, Сунжи и Джалки; за отличия награждён орденом Святого Станислава 3-й степени с мечами и бантом. С 1856 по 1858 годы находился на правом фланге войск Кавказской линии, участвовал в военных действиях против горцев, в занятии и укреплении оборонительной линии по реке Малой Лабе, упрочнении крепостей в долине реки Белой, в занятии Тебердинского ущелья и рекогносцировке Кульхорского перевала. За отличия в этих кампаниях он получил орден Святого Станислава 2-й степени с мечами, орден Святой Анны 3-й степени с мечами и бантом и орден Святого Владимира 4-й степени с мечами и бантом.
12 июля 1858 года Цытович был назначен старшим адъютантом правого крыла Кавказской линии по части Генерального штаба и 30 августа произведён в капитаны. С 11 августа 1861 года занимал должность начальника штаба Кавказской резервной дивизии Кавказской армии, причём 30 августа был произведён в подполковники. Состоя в этих должностях Цытович по прежнему участвовал в различных экспедициях против горцев, получив Орден Святой Анны 2-й степени с императорской короной и императорскую корону к ордену Святого Станислава 2-й степени с мечами. 16 ноября 1863 года «за отличия в делах против горцев» Цытович был награждён Золотой саблей с надписью «За храбрость»
С 6 ноября 1863 года боевая деятельность Цытовича временно прекратилась, поскольку в этом году он был назначен начальником штаба 38-й пехотной дивизии. 30 августа 1865 года он был произведён в полковники, а 12 февраля 1867 года получил в командование 83-й пехотный Самурский полк. С 31 января 1868 года он командовал 149-м пехотным Черноморским полком и в сентябре 1870 года назначен исправляющим должность начальника штаба Кубанского казачьего войска и заведующим временно-военной канцелярией начальника Кубанской области (не оставляя полка). 11 ноября того же года сдал полк новому командиру и был утверждён в занимаемой должности — начальника штаба Кубанского казачьего войска и заведующего военной канцелярией начальника Кубанской области, около четырёх лет посвятив деятельности по гражданскому благоустройству края. 30 августа 1873 года Цытович был произведён в генерал-майоры (со старшинством от 30 августа 1875 года) и 28 сентября 1874 года назначен командиром 1-й бригады 41-й пехотной дивизии. В 1875 году он возглавил отряд, назначенный для водворения порядка в Сванетии, по окончании которого 15 августа за это ему было пожаловано Монаршее благоволение.

### Русско-турецкая война 1877—1878
Накануне начала в 1877 году русско-турецкой войны, Цытович, 7 апреля 1877 года был назначен командиром 1-й бригады 39-й пехотной дивизии, во главе которой принял участие в кампании на Кавказском театре войны. Участвовал в сражениях под Карсом, на Аладжинских позициях и в блокаде крепости Эрзерума. Здесь Цытович заслужил орден Святой Анны 1-й степени с мечами и орден Святого Владимира 2-й степени с мечами. При боях на Аладжинской позиции при взятии Орлокских высот, Цытович командовал авангардом и 1 сентября 1878 года был награждён орденом Святого Георгия 4-й степени:
За то, что, командуя 2-го октября пехотой авангарда, он овладел двумя укреплёнными позициями, упорно защищаемыми превосходным в силе неприятелем
7 апреля 1878 года, уже по окончании войны, Цытович был назначен командующим 39-й пехотной дивизией, произведённый 20 мая 1881 года в генерал-лейтенанты он был утверждён в должности дивизионного начальника, а с 18 августа 1883 года приказом по Кавказскому военному округу за № 205 назначен был так же начальником гарнизона города Александрополя.

### Брест-Литовский комендант
12 декабря 1884 года Цытович получил назначение на должность коменданта Брест-Литовской крепости и находился на этом посту свыше одиннадцати лет.
С 29 по 31 августа 1886 года в Брест-Литовской крепости под начальством Цытовича, находились император, члены императорской фамилии и члены Совета министров, которые присутствовали на крупных манёврах Варшавского и Виленского военных округов проходивших в районе Брест-Литовска. Император Александр III с императрицей Марией Фёдоровной, а также цесаревич Николай Александрович, великие князья Георгий Александрович, Владимир Александрович и Михаил Николаевич 
остановились в комендантском доме, а Николай Николаевич старший, Николай Николай Николаевич младший и принц Александр Ольденбургский в крепостном здании рядом с домом коменданта. 30 августа в крепость прибыл кронпринц Вильгельм II с супругой Августой Викторией, остановившиеся в крепостном здании близ Николаевских (Южных) ворот. Уже 29 августа император начал обход Брест-Литовской крепости: посетил крепостной собор, крепостное приходское училище, брест-литовский военный госпиталь, крепостную военную племенную голубиную станцию, где разводились почтовые голуби для военных целей, военную брест-литовскую паровую пекарню, после этого направился в крепостной Форт «Граф Берг» и присутствовал при вооружении его крепостной артиллерии и открытия огня полевой батареи из артиллерийских орудий; 30 августа император с кронпринцем Вильгельмом присутствовал в крепостном соборе на божественной литургии и параде войск гарнизона; 31 августа император с кронпринцем и членами свиты направился для осмотра лагеря крепостной артиллерии. 29 и 30 августа 1886 года императором, Брест-Литовскому коменданту Цытовичу, было дважды объявлено Монаршее благоволение с вручением бриллиантовой табакерки с Вензелем Его Императорского Величества: «За отличный порядок и благоустройство военных заведений и учреждений Брест-Литовской крепости» и «За порядок и благоустройство в крепости Брест-Литовск».
В 1887 году в Брест-Литовской крепости согласно положения о воздухоплавательной части, был создан крепостной воздухоплавательный парк, функционирование которого должно было осуществляться только в военное время, а в мирное должно было иметь лишь материальную часть без личного состава, так же в крепости завершилась организация военно-голубиной станции, разместившейся в центре Кобринского укрепления. В 1888 году под начальством Цытовича были достроены шесть фортов общей  оборонительной линии Брестской крепости: Форт V, Форт VI, Форт VII, Форт VII, Форт VIII (в 1890 был сдан комиссии, в которую входили командование Брест-Литовской крепости и высокие чины военно-инженерного ведомства российского генштаба) и Форт IX. 24 июня 1888 года крепость под начальством Цытовича посетил с инспекторской проверкой великий князь Владимир Александрович. В программу визита входили посещение крепостного собора, осмотр укреплений, парад гарнизона. Владимир Александрович осмотрел госпиталь, голубиную станцию, зернохранилище и хлебопекарню. Затем великий князь направился к форту IV, где состоялись представление офицеров различных частей, показ форта и упражнений крепостной артиллерии.
Находясь на посту коменданта крепости Цытович в 1884 году был награждён орденом  Белого орла; 30 августа 1889 года он был пожалован орденом Святого Александра Невского, а 30 августа 1894 года — бриллиантовыми знаками к этому ордену. 6 декабря 1895 года «за отличие по службе» Цытович был произведён в генералы от инфантерии. С 8 января 1896 года по предложению военного министра П. С. Ванновского, Цытович был назначен членом Комиссии при Главном штабе по окончательной переработке «Положения об управлении крепостями», так же являлся членом совместной Комиссии Главного штаба с представителями МВД «по упорядочении отношений военных и гражданских властей в крепостных районах».

### Военный совет Российской империи
20 марта 1896 года Цытович Высочайшим указом был назначен членом Военного совета Российской империи, а 27 декабря того же года был назначен председателем Комиссии по устройству казарм, которым являлся до самой своей смерти.
Скончался от воспаления лёгких 27 января 1898 года в Санкт-Петербурге, похоронен на Никольском кладбище Александро-Невской лавры.

## Научная и общественная деятельность
С 1854 года Цытович в качестве офицера Генерального штаба правого крыла Кавказской линии, занимался статистическим описанием в военном отношении части Ставропольской губернии.
2 декабря 1858 года по инициативе ставропольского губернатора генерал-лейтенанта А. А. Волоцкова, Цытович был избран действительным членом Ставропольского губернского статистического комитета. С 21 июня 1860 года по согласованию и с одобрения кавказского наместника генерал-фельдмаршала князя А. И. Барятинского состоялась научная экспедиция во главе с Цытовичем в северные и северо-восточные степи Ставропольской губернии. Программа этой научной экспедиции была разработана по инициативе и при участии Цытовича. Экспедицией была исследована и изучена большая часть Большедербетовского улуса и Трухмянского приставства, для изучения истории и быта кочующих там народов, исследования калмыцких степей в статистическом и историческом отношениях и со стороны естественных их произведений: животному, растительному и минеральному, проведена топографическая рекогносцировка и съёмка местности, собран богатый этнографический материал, проведено статистическое описание правого крыла Кавказской линии. Начальник экспедиции Цытович в письме к ставропольскому губернатору П. А. Брянчанинову из урочища Башанта сообщил весьма интересную и правдивую характеристику калмыков: 

Чем более я знакомлюсь с калмыцкою степью, — тем более убеждаюсь в пользе и необходимости обратить на неё внимание. Это, быть может, одно из богатейших пространств губернии; по крайней мере, мне не случалось ещё нигде видеть таких чистых трав; бурьян и колючка, которыми так изобилуют вообще кавказские степи, здесь вовсе не попадаются, понятие о безводии калмыцкой степи вовсе несправедливое: здесь только нет проточных вод, но зато грунтовых сколько угодно и где угодно... Калмыки вовсе не так дики, как о них думают. Они даже понимают, что оседлая жизнь для них была бы лучше, чем кочевая, и многие из них сами смеются над своими богами и их служителями. Мне кажется, что если бы астраханское начальство было к ним ближе и более занималось этим добрым и покорным народом, то положение его далеко бы улучшилось. Дороги здесь отличные и притом направляются во все стороны; лошадей калмыки выставляют исправно, только затрудняются упряжью. К начальству доверчивы и почтительны. С таким народом можно, кажется, сделать все доброе…
В период прохождения службы Цытовича на Кавказе, он являлся членом различных научных, общественных и благотворительных обществ. 9 ноября 1861 года по предложению генерал-адъютанта А. П. Карцова, Цытович был избран действительным членом Кавказского отдела Императорского русского географического общества. 18 апреля 1872 года был назначен  директором Кубанского областного попечительского комитета о тюрьмах и помощником вице-президента этого общества, генерал-лейтенанта М. А. Цакни (с 1873 года генерал-лейтенанта Н. Н. Кармалина). 25 января 1876 года по предложению генерал-лейтенанта П. Д. Бабыча, Цытович был избран действительным членом Кубанского экономического общества. Цытович  являлся так же членом Ставропольского благотворительного общества (с 1964), Екатеринодарского благотворительного общества (с 1874) и Кутаисского Правления женского благотворительного общества Святой Нины (с 1876).

## Чины, звания
- Фельдфебель Второго кадетского корпуса (24 мая 1849 года[20]).
- Прапорщик гвардии (25 мая 1849 года).
- Подпоручик гвардии (6 декабря 1850 года).
- Поручик гвардии (25 июня 1854 года).
- Штабс-капитан Генштаба (27 марта 1855 года) — «За успехи в науках».
- Капитан Генштаба (30 августа 1858 года).
- Подполковник Генштаба (30 августа 1861 года).
- Полковник Генштаба (30 августа 1865 года) — «За отличие по службе».
- Генерал-майор Генштаба (30 августа 1875 года).
- Генерал-лейтенант Генштаба (20 мая 1881 года) — «За отличие по службе».
- Генерал от инфантерии (6 декабря 1895 года) — «За отличие по службе».

## Награды
- Орден Святого Станислава 3-й степени с мечами и бантом (1856 год)
- Орден Святой Анны 3-й степени с мечами и бантом (1857 год)
- Орден Святого Владимира 4-й степени с мечами и бантом (1859 год) — «За отличие в делах против горцев в Большой и Малой Чечне 23 мая 1859 года»[2]
- Орден Святого Станислава 2-й степени с мечами (1859 год)
- Императорская корона к ордену Святого Станислава 2-й степени с мечами (1860 год)
- Орден Святой Анны 2-й степени с мечами (1861 год)
- Императорская корона к ордену Святой Анны 2-й степени с мечами (1862 год)
- Золотая сабля с надписью «За храбрость» (16 ноября 1863 года — «за отличия в делах против горцев»)[4]
- Орден Святого Владимира 3-й степени с мечами (1867 год)
- Орден Святого Станислава 1-й степени (1876 год)
- Орден Святой Анны 1-й степени с мечами (1877 год) — «За особенное отличие в делах с турками на Аладжинских высотах с 20 сентября по 4 октября 1877 года»[2]
- Орден Святого Георгия 4-й степени (1 января 1878 года) — «За отличное мужество и распорядительность оказанные в делах с турками 2 и 3 октября 1877 года»[2]
- Орден Святого Владимира 2-й степени с мечами (25 августа 1879 год) — «За отлично-усердную службу и особые труды понесённые во время военных действий Саганлугского отряда при блокаде города Эрзерума зимою 1877—1878 гг.»[2]
- Орден Белого орла (1884 год)
- Орден Святого Александра Невского (30 августа 1889 года)
- Бриллиантовые знаки к ордену Святого Александра Невского (30 августа 1894 года)

Медали:
- Медаль «За усмирение Венгрии и Трансильвании»
- Медаль «В память войны 1853—1856 гг.» на Андреевской ленте
- Медаль «За покорение Чечни и Дагестана»
- Медаль «За покорение Западного Кавказа»
- Медаль «В память Русско-Турецкой войны 1877—1878 гг.»
- Медаль «В память царствования Императора Николая I»
- Медаль «В память царствования императора Александра III»
- Медаль «В память 100-летнего юбилея ордена Святого Георгия»
- Крест «За службу на Кавказе» (1864)
- Знак отличия «За XL лет беспорочной службы» на Георгиевской ленте (22.8.1890 года) — «За сорокалетнюю безупречную службу в офицерских чинах»

Прочие награды:
- 800 десятин земли в Кубанской области (ВП 5.10.1869 года)
- Бриллиантовый перстень с Вензелем Его Императорского Величества (1871 год)
- Монаршее благоволение (15 августа 1875 года) — «За отличную распорядительность и заботливость оказанные во время начальствования над войсками находящимеся в Сванетии для подавления возникшего там летом 1875 года безпорядка»[2]
- Монаршее благоволение (13 апреля 1877 года) — «За образцовое командование ввереными ему частями на театре военных действий»[2]
- Монаршее благоволение (29 августа 1886 года) — «За отличный порядок и благоустройство военных заведений и учреждений Брест-Литовской крепости»[2]
- Бриллиантовая табакерка с Вензелем Его Императорского Величества (ВП от 30.8.1886 года)[2]
- Монаршее благоволение (30 августа 1886 года) — «За порядок и благоустройство в крепости Брест-Литовск»[2]

## Семейная связь
У Эраста Степановича было четыре брата:
- Виктор (1824—1882) — генерал-лейтенант, Акмолинский губернатор, его сыновья Владимир и Виктор были полковниками;
- Николай (1827—1893) — генерал-лейтенант, командир 1-й бригады 4-й пехотной дивизии, его сын Владимир был генерал-майором, состоял при ГИУ;
- Платон (1833—1894) — генерал-лейтенант, директор Сибирского кадетского корпуса, его сын Николай был генерал-майором, профессором Михайловской артиллерийской академии.
- Александр (?—?)